# Carolina Ulrica Amalia di Sassonia-Coburgo-Saalfeld
Carolina Ulrica Amalia di Sassonia-Coburgo-Saalfeld (Coburgo, 19 ottobre 1753 – Coburgo, 1º ottobre 1829) fu una principessa di Sassonia-Coburgo-Saalfeld e l'ultima decana della libera abbazia imperiale e laica di Gandersheim.

## Biografia

### Infanzia
Carolina Ulrica Amalia era figlia del duca Ernesto Federico di Sassonia-Coburgo-Saalfeld (1724–1800), e di sua moglie, la principessa Sofia Antonia di Brunswick-Wolfenbüttel (1724–1802), figlia del duca Ferdinando Alberto II di Brunswick-Lüneburg.

### Carriera ecclesiastica
All'età di 14 anni, la principessa entrò nell'abbazia di Gandersheim, venendo eletta decana all'unanimità, nel 1795, dal capitolo dell'abbazia. Per questo venne ritenuta presunta futura badessa, destinata a succedere a sua cugina, la principessa Augusta Dorotea di Brunswick-Wolfenbüttel.

### Secolarizzazione
In seguito alla secolarizzazione ed alla soppressione dell'abbazia, attuate nel 1802 dalle autorità del Regno di Vestfalia, Carolina ottenne, quale indennizzo per la perdita della carica di futura quarantanovesima badessa, oltre ad una pensione annuale, il plenario dell'abbazia, il vangelo di Gandersheim, risalente all'epoca carolingia, e la biblioteca dell'abbazia. Portò questi preziosi tesori artistici nella sua città natale, dove divennero parte della Coburger Landesbibliothek. Il Vangelo di Gandersheim fa ora parte della collezione d'arte del Veste Coburg.
Carolina Ulrica Amalia è sepolta nella Coburger Morizkirche.

## Ascendenza
|                                                     |                                            |                                            | Genitori                                                     |  |  | Nonni |  |  | Bisnonni                                      |  |  | Trisnonni                             |  |
|                                                     |                                            |                                            |                                                              |  |  |       |  |  | Giovanni Ernesto di Sassonia-Coburgo-Saalfeld |  |  | Ernesto I di Sassonia-Gotha-Altenburg |  |
|                                                     |                                            |                                            |                                                              |  |  |       |  |  | Giovanni Ernesto di Sassonia-Coburgo-Saalfeld |  |  | Ernesto I di Sassonia-Gotha-Altenburg |  |
|                                                     |                                            | Elisabetta Sofia di Sassonia-Altenburg     |                                                              |  |  |       |  |  | Giovanni Ernesto di Sassonia-Coburgo-Saalfeld |  |  |                                       |  |
| Francesco Giosea di Sassonia-Coburgo-Saalfeld       |                                            |                                            |                                                              |  |  |       |  |  | Giovanni Ernesto di Sassonia-Coburgo-Saalfeld |  |  |                                       |  |
|                                                     |                                            | Carlotta Giovanna di Waldeck-Wildungen     | Giosia II di Waldeck-Wildungen                               |  |  |       |  |  |                                               |  |  |                                       |  |
|                                                     |                                            | Carlotta Giovanna di Waldeck-Wildungen     | Giosia II di Waldeck-Wildungen                               |  |  |       |  |  |                                               |  |  |                                       |  |
|                                                     |                                            | Carlotta Giovanna di Waldeck-Wildungen     | Guglielmina Cristina di Nassau-Siegen                        |  |  |       |  |  |                                               |  |  |                                       |  |
| Ernesto Federico di Sassonia-Coburgo-Saalfeld       |                                            | Carlotta Giovanna di Waldeck-Wildungen     |                                                              |  |  |       |  |  |                                               |  |  |                                       |  |
|                                                     |                                            | Luigi Federico I di Schwarzburg-Rudolstadt | Alberto Antonio di Schwarzburg-Rudolstadt                    |  |  |       |  |  |                                               |  |  |                                       |  |
|                                                     |                                            | Luigi Federico I di Schwarzburg-Rudolstadt | Alberto Antonio di Schwarzburg-Rudolstadt                    |  |  |       |  |  |                                               |  |  |                                       |  |
|                                                     |                                            | Luigi Federico I di Schwarzburg-Rudolstadt | Emilia Giuliana di Barby-Mühlingen                           |  |  |       |  |  |                                               |  |  |                                       |  |
| Anna Sofia di Schwarzburg-Rudolstadt                |                                            | Luigi Federico I di Schwarzburg-Rudolstadt |                                                              |  |  |       |  |  |                                               |  |  |                                       |  |
|                                                     |                                            | Anna Sofia di Sassonia-Gotha-Altenburg     | Federico I di Sassonia-Gotha-Altenburg                       |  |  |       |  |  |                                               |  |  |                                       |  |
|                                                     |                                            | Anna Sofia di Sassonia-Gotha-Altenburg     | Federico I di Sassonia-Gotha-Altenburg                       |  |  |       |  |  |                                               |  |  |                                       |  |
|                                                     |                                            | Anna Sofia di Sassonia-Gotha-Altenburg     | Maddalena Sibilla di Sassonia-Weissenfels                    |  |  |       |  |  |                                               |  |  |                                       |  |
| Carolina Ulrica Amalia di Sassonia-Coburgo-Saalfeld |                                            | Anna Sofia di Sassonia-Gotha-Altenburg     |                                                              |  |  |       |  |  |                                               |  |  |                                       |  |
|                                                     | Ferdinando Alberto I di Brunswick-Lüneburg | Augusto di Brunswick-Lüneburg              |                                                              |  |  |       |  |  |                                               |  |  |                                       |  |
|                                                     | Ferdinando Alberto I di Brunswick-Lüneburg | Augusto di Brunswick-Lüneburg              |                                                              |  |  |       |  |  |                                               |  |  |                                       |  |
|                                                     | Ferdinando Alberto I di Brunswick-Lüneburg | Elisabetta Sofia di Meclemburgo-Güstrow    |                                                              |  |  |       |  |  |                                               |  |  |                                       |  |
| Ferdinando Alberto II di Brunswick-Lüneburg         | Ferdinando Alberto I di Brunswick-Lüneburg |                                            |                                                              |  |  |       |  |  |                                               |  |  |                                       |  |
|                                                     |                                            | Cristina di Assia-Eschwege                 | Federico d'Assia-Eschwege                                    |  |  |       |  |  |                                               |  |  |                                       |  |
|                                                     |                                            | Cristina di Assia-Eschwege                 | Federico d'Assia-Eschwege                                    |  |  |       |  |  |                                               |  |  |                                       |  |
|                                                     |                                            | Cristina di Assia-Eschwege                 | Eleonora Caterina del Palatinato-Zweibrücken-Kleeburg        |  |  |       |  |  |                                               |  |  |                                       |  |
| Sofia Antonia di Brunswick-Wolfenbüttel             |                                            | Cristina di Assia-Eschwege                 |                                                              |  |  |       |  |  |                                               |  |  |                                       |  |
|                                                     |                                            | Luigi Rodolfo di Brunswick-Lüneburg        | Antonio Ulrico di Brunswick-Wolfenbüttel                     |  |  |       |  |  |                                               |  |  |                                       |  |
|                                                     |                                            | Luigi Rodolfo di Brunswick-Lüneburg        | Antonio Ulrico di Brunswick-Wolfenbüttel                     |  |  |       |  |  |                                               |  |  |                                       |  |
|                                                     |                                            | Luigi Rodolfo di Brunswick-Lüneburg        | Elisabetta Giuliana di Schleswig-Holstein-Sonderburg-Norburg |  |  |       |  |  |                                               |  |  |                                       |  |
| Antonietta Amalia di Brunswick-Wolfenbüttel         |                                            | Luigi Rodolfo di Brunswick-Lüneburg        |                                                              |  |  |       |  |  |                                               |  |  |                                       |  |
|                                                     |                                            | Cristina Luisa di Oettingen-Oettingen      | Alberto Ernesto I di Oettingen-Oettingen                     |  |  |       |  |  |                                               |  |  |                                       |  |
|                                                     |                                            | Cristina Luisa di Oettingen-Oettingen      | Alberto Ernesto I di Oettingen-Oettingen                     |  |  |       |  |  |                                               |  |  |                                       |  |
|                                                     |                                            | Cristina Luisa di Oettingen-Oettingen      | Cristina Federica di Württemberg                             |  |  |       |  |  |                                               |  |  |                                       |  |
|                                                     |                                            | Cristina Luisa di Oettingen-Oettingen      |                                                              |  |  |       |  |  |                                               |  |  |                                       |  |